# 微軟模擬飛行 (2020年遊戲)
《微软飞行模拟器》（又译作）是由Asobo工作室開發开发并由Xbox游戏工作室发布的业余飞行模拟器游戏，為《微軟模擬飛行系列》的正统续作，距2006年发行的上一部《微软模拟飞行X》已经14年。历时五年开发，游戏于2019年微软E3游戏展前发布会上正式公布，2020年8月18日正式发售，适用于Microsoft Windows。VR版本于同年12月发布，是该系列中首次支持VR显示。本作也是该系列中第一款在家用游戏机上发布的游戏，已在2021年7月27日在Xbox Series X/S上发布。
游戏使用来自必应地图数据模拟整个地球的地形。Microsoft Azure的人工智能（AI）生成地球特征的三维表示，使用其云计算来渲染和增强视觉效果，并使用真实世界的数据生成实时天气和效果。飞行模拟器有一个物理引擎来提供逼真的飞行操纵面，具有1000多个模拟表面，以及在丘陵和山脉上建模的真实风。有些地方是手工制作的，在特定地区的更新中引入。为了增强其真实感，Azure还融入了实时元素，如自然天气和真实世界的空中交通。游戏玩法包括着陆挑战和助手功能等新功能，以及飞行员可以从空中拍摄动物的狩猎之旅。与该系列其他作品的明显区别是游戏没有显示任何破坏场景。
游戏发布后广受好评，其图形保真度受到称赞，评论家将其称为COVID-19大流行期间“最安全的旅行方式” 。几位评论家也将其列入了他们的最爱名单，并称其为2020年最美观的游戏；然而，有意见认为加载时间过长，部分建筑物、地标和物体渲染不准确。飞行员还注意到游戏不切实际的空气动力学。 《微軟模擬飛行》赢得2020年游戏大奖最佳模拟/策略游戏奖。

## 游戏玩法

图为游戏的飞行员座舱视图，显示汉莎航空的空客320neo客机在布達佩斯李斯特·費倫茨國際機場31L跑道准备起飞。其中蓝色路径为引航路标，底部为字幕提示，上方箭头标识飞机完美起飞或降落所需的中心点。

《微软模拟飞行》是一款业余飞行模拟器。针对从未接触过飞行模拟器游戏的玩家，游戏设置了教程，供玩家学习基本操作、飞行仪表及其他重要的飞行知识，引导玩家完成首次飞行与降落。教程中，虚构的洁西·莫利纳（Jess Molina，玛丽·维斯布鲁克配音）机长会协助玩家。游戏让玩家挑战在全世界最繁忙、最危险的机场进行降落，按玩家聚焦于飞行跑道中心点的程度、降落时与跑道着陆区的距离、降落时飞机每分钟英尺数来打分。另一种玩法是在美国内华达州、巴塔哥尼亞和巴尔干半岛接载观光客进行丛林飞行。
游戏中的AI航空管制員和副机长会在玩家不方便操作时协助请求着陆或检查任务清单。游戏有多种帮助功能：一是在滑行道显示的路径点箭头的“协助”（Assistance）功能，二是在空中显示箭头的“路线和航点”（Route & Waypoints），三是着陆时引导玩家的“着陆路径”（Landing Path），四是跳转到飞行某个时间点的“前往至”（Travel To）功能，这个功能可以跳转到爬升、巡航、下降、接近、收尾的时间点，类似于缩时摄影，可以大大浓缩长时间飞行的时间；五是暂停飞行的“实时暂停”（Active Pause），允许玩家停下来观看周围环境或休息一下。游戏中的电台通讯附带字幕。上述辅助功能在挑战模式下不可用。
玩家可以在寻找游戏中的動物相。这些动物相可以在世界地图中以标签过滤方法找出，或是点击空中出现的“动物相标记”（Fauna Markers）。在玩家无法控制飞机的时候，“自动舵”功能可以让飞机保持在滑行道和跑道的中心线上。玩家可以输入地理坐标系查找地点。游戏界面中的工具栏能让玩家打开航空交通管制、主观镜头、修改飞行前检查表、观看空中导航日志、检查目标、查看目視飛行規則等。界面还显示甚高频全向信标、高度计、节流阀、航空发动机、燃油、襟翼和升降舵配平片。玩家可以从设定功能中选择显示抬頭顯示器。
有别于前作，《微软模拟飞行》不会展示飞机相撞或坠毁时的动画或场景，而是切到黑色画面，用一句话的信息解释飞机坠毁的原因。其他形式的损伤会损坏航班的飞行特性，飞机结构会受损，届时会有消息说明飞机超过限制，但没有明确是哪个限制。由于地形、风景、物体数据庞大，游戏需要用稳定的互联网连接呈现无缝对接的游戏效果。据“Windows中央情报站”（Windows Central）介绍，游戏要低要求5Mbps的网速，建议网速20Mbps，理想网速是50Mbps。若在离线模式下运行，游戏会读取硬盘内的最新预缓存数据。游戏设有两种缓存形式，一种是由游戏自动控制的滚动缓存，一种是玩家自行设定的手动缓存。滚动缓存会在玩家进入飞行模式时写入，内容包括当地的物体及风景，随玩家在虚拟世界中飞行而更新。而在手动缓存模式下，玩家可以自行设定缓存位置及要存储的详细信息量。而在两种模式中，玩家可以决定储存区大小，也可以在需要时关闭。

### 功能
游戏标准版有20多架可选的飞机，豪华版多5架，至尊版多10架。飞机原产国多为美国、法国及德国，少数为澳大利亚、捷克及斯洛文尼亚。豪华版还收录了鑽石飛機工業集團、西锐飞机和德事隆航空生产的飞机，至尊版收录波音787-10梦幻客机、塞斯纳奖状经度及多架通用航空的飞机。游戏中的机场大约3.7万座，以卫星图像为蓝本，但较实际有改动。但除此之外也有一比一复刻的机场，这样的机场标准版、豪华版与至尊版分别有30座、35座、40座，其中豪华版包括美国、欧洲和非洲的机场，至尊版包括希思羅機場和迪拜国际机场，以及美国和欧洲的机场。
游戏支持添加其他航班、航空公司及机场。自游戏发行之日起，模擬航管組織和國際虛擬航空組織一直为游戏提供航管网络支持，意味着玩家可以与真人空管（在空管范围内）及其他人对话。这些功能为游戏增添几分真实，其中模拟航管组织的服务早在2008年就被用来测试改进过的航管服务。此外，游戏允许玩家加入第三方的重绘或涂装。除此之外，游戏支持各种模组，包括录制航程、Weather Preset Pro设计的天气模组。微软团队认为第三方开发者非常重要，欢迎他们“登机”。为了简化流程，游戏为第三方内容内建了微交易市场。除了上述内容，相关模组包括静态地图更新、 FlyByWire Simulations按照空中客车A320neo控制台打造的A32NX等。开发团队承诺每两到三个月增加付费的可下载内容。

## 技术

游戏采用Microsoft Azure数据，利用必应地图的卫星数据模拟地球。图为一架西锐SR22飞越香港維多利亞港。

《微软模拟飞行》采用内置的图像及物理引擎系统，利用Microsoft Azure云端技术提供2PB的世界地图数据，后者按需提供。微软合作伙伴Blackshark.ai提供了一种解决方案，利用微软Azure和人工智能分析地图数据，通过摄影测量法生成照片般写实的三维模型，包括建筑、树木、地形等。游戏地图一部分以3D模型呈现，一部分以高清图像显示。游戏呈现的地形及风景物由人造衛星空拍图像生成，后续以色彩校正和阴影去除消除失真感。空拍数据与必应地图数据一道被“离线程序化生成的AI”生成地图的风景及物件。经过后续的人工操作，两者可以组装成照片级拟真的物件及风景，营造水平更高的真实感。游戏的纹理及高度图数据以太字节算。据《Eurogamer》的亚历克斯·巴塔利亚（Alex Battaglia）表示，“基于基本的网格和纹理，游戏会在联网的时候通过Azure云流技术将更高质量的地形数据流式传输到电脑里”。这样一来，玩家在世界各地飞行时，游戏会下载特定区域的高质量风景和物体，这些风景和物体在巴塔利亚看来能“增强游戏的保真度和多样性，（而这种效果）是我在其他版本中没有看到的”。由于必应地图每28天就会更新一次，游戏的真实感有所保证。有些时候，必应地图的特定区域会出现模糊或马赛克，故游戏会“使用程序技术来填补空白，确保空间中有‘东西’”。至于其他被云故意模糊的地方，游戏会用常见的东西填充，而不是特定的物件。
开发商Asobo工作室使用3D扫描仪扫描飞机的内饰及外观，用三维模型及3D打印技术打磨，以营造逼真的外观。德事隆航空参与打造赛斯纳和比奇飞机公司飞机的真实感。游戏的物理及天气系统也很拟真，采用了真实的天气数据，所以如果现实中的地方在下雨，游戏中也会下雨。除此之外，每片云都有自己的行为，位置甚至会影响飞机的性能。游戏的绘制距离高达600-（370-英里），玩家可以在地平线处看到雷暴，有闪电划过云层。游戏是第一款采用全球通用的目视飞行规则的飞行模拟器，这个功能是航空公司训练测试飞行员的飞行模拟器中所没有的。
通过云技术，游戏可实时向计算机或主机发送数据，其中AI采用的外推几何混合了卫星及空拍图像。此外还有用于景观美化的地形数据、植被密度数据、实时气象数据及航空数据。还有一个单独的大气渲染器用来模拟准确的湿度和污染。摩天大楼会相互投射阴影，这些阴影在玩家下降到街道高度时会变暗。与此同时，城市夜晚散发的灯光会辐射到空中。另外，游戏还会使用云技术计算空气在山脉等自然结构周围流动的方式，以此制造湍流，还会实时推送现实世界中的时间、天气及航班情况。细节满满的物理效果也与飞机本身相关联：例如飞机速度会决定飞机窗户水流的速度，风的运动会决定湍流的形态。
有几个特效采用了实时模拟的体积光，包括能覆盖驾驶舱窗户的发光水滴。太阳、月亮或适时散射在环境中的城市灯光是游戏中的光源，这些光源会因污染程度及湿度影响出现折射，影响整体能见度，大气的层次与现实世界中的一样。云是体积建模的，其32层由形状、密度和“模糊性”决定。有些时候，游戏的反射系统采用體素转译的光线行进生成，更远处水体的反射则混合使用屏幕空间反射和立方体贴图显示。除了复杂的照明系统，游戏还采用了细节丰富的着色器。游戏广泛采用屏幕空间反射（可选功能）及散景景深。
游戏充满了各种动物及在道路上行进的车辆，每株草都有独特的叶子，水的流动会受风向影响，营造出游戏世界很真实的幻觉。游戏收录200万座城镇，15亿幢建筑、2万亿棵树和3.7万座机场。利用这种方法，微软可以从俯视图中标记伪影和异常图像，清理世界构建算法的输入内容。所生成的内容会被输入微软的人工智能系统，在云端串在一起，输出结果实时流式传输到电脑或游戏机。玩家可以在地面上看到各种动物，包括鸟类、大象、长颈鹿和熊，也能够观测、追踪在现实世界中出现的风暴。

## 开发
游戏由法国Asobo工作室开发、Xbox游戏工作室发行，2019年6月9日在E3发展公开。自2009年Aces游戏工作室倒闭以来，《微軟模擬飛行系列》的新作一直遥遥无期，直至本作推出。
系列之所以在阔别14年后重装回归，部分原因在于Xbox Game Pass商业模式大大拓宽了游戏的多样性。Xbox品牌总裁菲尔·斯宾塞认为新作一定程度上兑现了微软对PC游戏的新承诺。在他看来，Xbox的全球合作主任莎拉·邦德（Sarah Bond）一直安排独立游戏云集Game Pass平台亮相，今后这些作品会先在Game Pass推出，之后再登陆PC平台及Xbox Game Pass终极版。他强调：“我不知道PC社群买不买账，但我们找来了《模拟飞行》，找来了《世紀帝國》，找来了《废土》——希望大家明白我们要确保我们创作支持的游戏尊重PC群体的意向。”至于《模拟飞行》回归，他表示：“我们的团队里有一些飞行员，他们很喜欢开飞机，很喜欢玩飞行模拟器，甚至会自己开飞机，非常热情，所以我们想：‘那好，只管看看我们能做什么。’”谈到系列对航空社群的影响，斯宾塞表示：“我们能在《模拟飞行》里头做一些新东西吗？我们真的有在朝着兴趣点满满的方向前进吗？”
项目管理兼創意總監约尔格·诺伊曼提到飞行员用工荒现象，认为游戏可以成为培养飞行员的“漏斗”。他在有线电视新闻网表示：
你去见飞行员的时候，他们有许多人会说：‘你知道吗？我对这一行的是几年前从《微软模拟飞行》开始的。’有些人把它当成职业，所以我们真心希望能启发新一代。自从我们公布预告片，几乎每一家飞机制造商都打电话过来，说现在是飞行员用工荒，但在我们看来，就就是个得天独厚的环境。在打造这个模拟游戏的时候，我们可以说是非常兴奋。如果我们可以在某种程度上解决这个用工荒，我们会在适当的时机去尝试。
早在新作发行的六年前，微软和Asobo开发过一个名叫《HoloTour》的产品，专为微软的HoloLens混合现实头盔打造，这个产品就是新作的原型。《HoloTour》中的一个难题后来催生了新作项目，那就是将马丘比丘怪石嶙峋的胜景数字化，而且不是在单纯在街道平面上构建普通建筑。这个想法促使微软高管与Neumann咨询了必应地图团队，希望能他们能把细节满满的摄影测量数据提供给Asobo，用来打造西雅圖的飞行demo。这项技术还融入了微软已经废除、能根据2D照片生成3D模型的Photosynth项目。
至于对飞机进行3D扫描，Asobo方面表示扫描工作虽然节省了许多时间，简化了工作流程，但这种工作有时候会耗费一整天的时间，取决于飞机大小。单单扫描驾驶舱就要一个小时。之后退休的飞行员会检查航班准确度。Neumann找来瑞士公司Meteoblue合作，计划把他们的全球实时气象数据纳入到产品中，增添真实性。为了移植真实的天气效果，开发团队将地球分割成2.5亿个对话框，将气象及气候数据嵌入其中，之后再放入高空平流层的数据层。利用每个地点的天气预报数据，Meteoblue的系统会创造一组数学方程，这些方程能在游戏中预测天气情况。
游戏音效由音效指導、音效设计及录音师负责，与提供飞机的飞行员合作。团队将每天的日程安排严格限制在两个半小时，每天录三架飞机，用森海塞尔和Audix的麦克风给30个型号的飞机及五种渦輪扇發動機录音。螺旋架音效则用舒尔VP88录制，四声道及环绕声则用便携的小支架放置几个话筒录制，游戏世界不同环境及时间的声景采用Biome系统打造。所有录音采用Audiokinetic Wwise软件录制。飞行员与塔台的对白经Azure认知服务处理，开发团队利用该功能内建了通用的语音合成模型，产出3000个小时的录音数据，让对白显得自然流畅。为对应不同地区空管员的口音，对白还使用预制音频和志愿者提交的音频。
游戏在E3大展公布后不久，微软组织了临时的预览版计划（Insider Program），安排加入成员试玩游戏的Alpha和Beta版，向开发人员提供即时反馈、意见及批评。参加测试的志愿者须经过层层选拔，通过者需要签订一份保密协议，承诺不会公开个人游玩测试版的经历及想法。其中一名志愿者打破协议，在YouTube上传游戏画面，微软遂申告版权，要求平台立刻删除内容，当事人最终失去测试特权。2019年11月，《模拟飞行X》上线测试“网点”，方便玩家提供远测数据协助新作开发。该功能向《模拟飞行X》和《模拟飞行X Steam版》玩家免费开放。

### 更新
游戏定期推出针对地图的“世界更新”（World Update）和对游戏总体进行的“模拟器更新”（Sim Update），内容主要是保持游戏至关重要的仿真特色，因为摄影测量可能已经过时，或者早期渲染可能不准确。首个世界更新“日本”于2020年东京线上电玩展结束后的2020年9月29日上线，包含仙台市、高松市、德岛市、东京都、宇都宫市及横滨市的地图数据，以及手工打磨的八丈島機場、慶良間機場、釧路機場、長崎機場、下地島機場和諏訪之瀨島，新增日本的降落测试。第二个世界更新“美国”于2020年感恩节上线，新增50个手工打磨的美国地标，包括夜晚光效出色的拉斯维加斯赌城大道，以及哈茨菲尔德-杰克逊亚特兰大国际机场、星期五港机场、达拉斯/沃思堡国际机场和斯图尔特国际机场。
踏入2021年，微软推出更新“雪花纷飞”（Let It Snow），在冬季的地点推出实时的雪景及冬季环境。之后推出四个针对欧洲的世界更新，包括英国、法国、比荷卢、北欧、德国、奥地利和瑞士，以及五个游戏更新（包括一个向游戏粉丝致敬的年度更新）。2021年E3大展，游戏宣布为2021年底上映的电影《捍衛戰士：獨行俠》推出联名资料片，内容包括电影预告片中出现飞机及航空母舰；后来电影推迟到2022年5月27日上映，资料片也随之推迟到同日发行。2022年，推出针对澳大利亚及伊比利亚半岛的世界更新，还有一个游戏更新，另有一个游戏更新及两个针对意大利、马耳他及一个未公开地区的世界更新有待上线。
微软经常收到玩家在游戏论坛发出的反馈，包括请求新增直升机、更新建筑、修补不准确的细节及更新系统，其中有些修复已经上线，其他则正在规划、调查或动工。直升机有望在2022年加入，滑翔机在2021年或2022年上线。

## 发行
受开发团队邀请抢先游玩游戏的记者、博客主、网红及飞行模拟器爱好者来到美国华盛顿州伦顿的飞行学校雷尼尔飞行服务（Rainier Flight Service）。试玩过后，他们在雷尼尔飞行导师贾斯汀·范彻（Justin Fancher）的陪同下试驾塞斯纳实机。2020年7月13日，微软开启游戏预购，2020年8月18日登陆PC。微软表示游戏发行规模创下系列新高，设有标准版、豪华版及高级版三个版本，每个版本都新增飞机，以及风景物体细节满满的机场。PC版除了在Microsoft商店及Steam发售，也加入Xbox Game通行证订阅服务，上线第一个月只需1美元就能游玩标准版，之后每月续费3.99美元即可，无需按照69美元的正常价格购买。
在2021年的E3大展上，微软宣布游戏将于2021年7月27日登陆Xbox Series X/S。大量预测Xbox版在玩法上会有所改变，包括新增四个教学关、多样化的AI能力、方便飞机在任何地方降落的起落架选项，降低上手难度。Xbox版最终如期发行，而游戏评论家可以在公开发售的几天前抢先游玩。微软发言人表示Xbox One版将于2021年的某些时候讨论，尽管Xbox One玩家可以于2022年利用Xbox云游戏服务游玩Series X版。游戏之后于3月1日登陆Xbox One和云游戏服务，后者可以供智能手机、平板电脑及配置较低的电脑游玩游戏，支持蓝牙和Xbox无线手柄。游戏未在中国发行，负责中国游戏出海发行的公司Apptutti负责人丹尼尔·卡米洛（Daniel Camilo）认为审查机构可能是担心玩家可以探查高精度的敏感地点，包括香港、新疆、台湾等，所以没有放行；玩家则认为微软Azure云服务的算力不足，无法保证中国玩家流畅游玩，故没有在中国发行。尽管如此，中国玩家还是可以找到在Steam及微软商店购买的路子。

### 其他版本
德国模拟软件开发发行商Aerosoft宣布在欧洲推出游戏标准版和高级豪华版的实体版。相对于数字版，实体版更适合网速欠佳的玩家游玩。实体版采用10张双层DVD收录内容，附有一本操作手册及键盘参照表。每张DVD最多可以存储8.7GB的数据，总数据量90GB左右，由安装程序及基本内容组成，包括飞机及默认的标清地图。补丁与更新内容可以在安装期间联网下载。而数字版安装完成后不需要联网，可以离线游玩。玩家可以选择流式传输微软服务器中的地图细节、质量更高的地点图像、实时天气情况及空管数据。
项目负责人约尔格·诺伊曼表示游戏在2019年E3大展公布后，虚拟现实VR版立刻成为观众呼声。早在2016年，约尔格就想创作游戏的VR版，开始工作后来直到2019年6月才开始。在同年7月的Twitch开发者直播中，团队正式公布游戏VR版。2020年12月22日，VR版以免费更新形式发行。除了之前公布的Windows Mixed Reality设备，Asobo宣布VR版也支持OpenXR和SteamVR设备。首个获支持的设备是惠普的Reverb G2，游戏是该平台的首发作品。其他平台之后获支持。VR版新增两个教学观，其中一个采用空客A320neo。VR版新增“实时雪景及逼真的冰雪覆盖”。微软宣布采用“全新的性能优化”，将所需配置的最低门槛降低为i5-8400/Ryzen 5 1500X处理器、GTX 970和16GB内存。

## 评价

### 专业评价
游戏的PC版及Xbox Series X/S版获汇总媒体Metacritic“普遍好评”，是该站评价第三高的2020年PC游戏，仅次于《半衰期：爱莉克斯》和《黑帝斯》，也是该站讨论度第十高的游戏。另一汇总媒体OpenCritic根据86条评论打出“强推”（Mighty）评价，表示“《微软模拟飞行》是技术上乘之作，有着大量的润色、令人难以置信的真实感及现象级的操作。”部分评论认为游戏是当年最佳游戏，属精品（Essential）之作，当中“USGamer”的凯特·贝利（Kat Bailey）将游戏评为2020年8月月度最佳游戏。
评论人认为游戏的出众之处在于画质及真实感，当中“80 LEVEL”的托卡列夫·基里尔（Tokarev Kirill）和“共识媒体”的乍得·萨皮哈（Chad Sapieha）认为真实感前所未见，其他评论认为游戏创下了PC游戏的美学标杆。另有意见认为游戏是一个世代只出现一次的大师之作，可以预料到会产生长期的影响。虽然存在技术问题，Engadget的德文德拉·哈达瓦（Devindra Hardawar）还是认为VR版非常真实，画面让他身历其境。“Shacknews”和“VG247”认为游戏是系列的革新之作，是系列第一部获航空界以外人士广泛接受的作品，而许多评论人的确提到不是飞友的人都很喜欢这款游戏，特别是游戏固有的未来感。《个人电脑世界》的迈克·哈克曼（Mark Hachman）认为游戏允许人们自由探索地球，而不用担心带来全球暖化。游戏被认为是有史以来画风最出彩的游戏、最好看的飞行模拟游戏，尽管有一些“有待完善”的不足之处。
Xbox Series X/S版也获得普遍好评，尤其是新增的便携选项。大多数评价着重于视觉效果方面。尽管Xbox的299美元平民版把分辨率从4K降到了1080p，游玩体验还是无伤大雅，依旧和原版相似，而且帧率还比PC版要好。与此同时，Xbox版还被认为是平台的最佳作品，是新一代之作。“Windows情报中心”（Windows Central）的马特·布朗（Matt Brown）表示该版本保留了明显的提示，认为X版胜过S版，虽然S版也很棒。然而配件支持欠佳成了Xbox版发行时比较明显的问题，许多评论对Xbox版玩法与PC版的差异表示沮丧，操控起来令人恼火。《Eurogamer》意大利版的詹卢卡·穆索（Gianluca Musso）提到游戏在Xbox版发行时进行大量例行更新，所以从一点上看Xbox玩家的乐趣会比PC玩家多。他建议大家利用这款游戏入手Series X/S。
其他主流媒体也对游戏持积极态度。美国有线电视新闻网的保罗·席乐思（Paul Sillers）认为游戏是COVID-19疫情期间“出行的最安全方式”，而且因为疫情当下全球经济环境陷入低潮，许多被迫休假的飞行员都在用游戏维持驾驶手感。英国《卫报》认为游戏融合了非常写实的图像，手把手指导玩家成为合资格的飞行员，是一款全能的模拟游戏，不仅展现了飞行的美妙之处，还给人们一种看待世界的别样方式，给人带来精神及情感上的冲动。《纽约时报》专栏作家法哈德·曼珠认为游戏“不单是科技上的突破，或者是面向市场的模拟作品”，还带来了一种活在网络上的体验：“游戏让我就现实（和网络世界）两者的渗透性陷入持续沉思，对未来日子中走入现实的网络生活多少有了些盼头。”

### 销量
游戏上市前几周，共有100多万玩家游玩。市场情报公司乔恩·佩迪研究所（Jon Peddie Research）于2020年8月表示模拟器游戏玩家是最为活跃的网游玩家群体，从而推测往后三年玩家会在游戏上花费近26亿美元。该公司预测游戏销量会突破227万份，英特尔、英伟达和AMD都会从中受益，因为游戏存在运行问题，更先进的图形处理器和中央处理器会成为刚需。Xbox版上市后，游戏成为2021年7月美国地区销量最好的Xbox平台游戏，次月回落到第五位。

### 玩家反馈
为测试游戏对实时航班的还原度，独立游戏开发者拉米·伊斯梅尔从蒙特利尔-米拉贝勒国际机场搭乘航班前往阿姆斯特丹史基浦機場，同时于飞行途中在游戏里模拟相同航线，结果发现两者所需时间一模一样。他表示游戏“非常惊人”、“狂野”。调查记者吉安卡洛·费奥雷拉（Giancarlo Fiorella）利用游戏视察委内瑞拉的政治犯监狱螺旋大厦、玻利维亚国家情报局办公室、大马士革东北部、阿勒坡战役战场及中国新疆再教育營，发现游戏不太适合用来进行地理定位和调查工作，但如果能提升绝对真实感，一定可以用来作地理定位，确定视频或照片的拍摄地点。
过长的加载时间是玩家最初吐槽的点。大批用户在Steam平台反馈游戏安装用时过长，要么慢，要么卡，花了两个多小时才能进入游戏，不能享受平台的退款政策。结果引发评论轰炸，大量玩家留言要求退款，拖低了游戏的评分。对此Steam母公司Valve副总裁道格·隆巴迪（Doug Lombardi）表示正在解决问题。不过“Windows情报中心”认为BUG在所难免：“记住，这是发行日”。也有消息指豪华版及高级版独占功能无法加载。PCGamesN认为这种状态就像飞机晚点，乘客一开始会有所抱怨，但结果会很顺利。

游戏将巴西新拉戈阿的一座机场渲染成深坑。游戏总监纽曼表示已发现问题，认为这个漏洞“非常酷”。相关错误随后得到修复。

部分玩家表示建筑物渲染出错，其中华盛顿纪念碑和白金汉宫分别被渲染成摩天大楼和写字楼。由于必应地图及Asobo所使用的開放街圖誤植了墨尔本郊区建筑的高度，游戏把一幢原本只有两层的楼渲染成212层，使得郊区出现了一座又细又高的大楼，非常突兀。也有玩家发现游戏无法渲染棕榈树，把棕榈树变成了一座座方尖碑，“好像人行道有许多突出的牙齿”。位于美国佛罗里达州杰克逊维尔的TIAA銀行體育場渲染成一栋屋顶长草的办公楼。而在游戏的支持服务论坛上，许多玩家报告游戏会突然崩溃卡顿。尽管如此，“The Verge”的汤姆·沃伦（Tom Warren）认为这些小故障比整个游戏崩溃更有趣。Engadget的杰西卡·康迪特（Jessica Conditt）认为这些问题反映了业余飞行模拟器品类的特质：打造一个星球沙盒，玩家想干嘛就干嘛。
飞行员群体也提出批评意见，认为游戏的空气动力学不真实，飞机反响“迟钝”。“Gizmodo”援引一位飞行员表示低速状态下飞行操纵装置过于敏感，如果物理模型能够介绍气流穿越减少的原因，这个问题就会解决。

### 热门目的地
游戏玩家各有自己向往的目的地。2020年8月，许多玩家来到美屬維爾京群島小聖詹姆斯島，一睹美国富商杰弗里·爱泼斯坦威胁未成年女童的地点。YouTuber和Reddit用户分享他们的体验，公布了这座岛的坐标。《独立报》认为案件背后的阴谋论吸引大家一探究竟。没过多久就有意见认为游戏对这座岛的渲染不够精细；《Vice》发现游戏没有收录岛上标志性的圓頂，相关现象只不过是玩家满足他们对近期可怕事情的好奇心，与派无人机拍摄岛屿、租艘私人游艇实地探访无异。除此之外，许多玩家还会访问自己的家；Asobo于2020年11月公布的一项调查显示70%会直接飞去他们的家或家乡。
2020年美国西部野火期间，许多玩家探访受灾地区，结果发现游戏里也有大火产生的烟雾。虽然细节不够精准，游戏还是能帮助大家了解火场规模，了解加利福尼亚州在大火中所受的影响。而在飓风劳拉接近德克萨斯州和路易斯安那州期间，许多玩家冒着四级飓风前去一探究竟。《华盛顿邮报》认为游戏对风速的展现不准确，而且飓风不像往常那样转动。Meteoblue负责人马蒂亚斯·穆勒（Mathias Müller）表示：“昨天的飓风看起来非常漂亮，也被我们的模型提前几天预测。我们对实时天气效果融入《模拟飞行》感到高兴。这是一段漫长的旅程，我们在融入海量数据时需要解决许多问题。”他表示劳拉鼓励他们改善游戏的天气效果。
2021年長賜輪堵塞苏伊士运河期间，苏伊士运河成了热门地点，而長賜輪更成为追加下载内容。玩家纷纷在社交媒体上分享自己的体验，得到微软首席执行官薩蒂亞·納德拉的技术顾问马特·韦洛索（Mat Velloso）在Twitter点名。